# Mesynodites aciculatus
Mesynodites aciculatus är en skalbaggsart som först beskrevs av Schmidt 1893.  Mesynodites aciculatus ingår i släktet Mesynodites och familjen stumpbaggar. Inga underarter finns listade i Catalogue of Life.